# Нова, Альдо
А́льдо Но́ва (англ. Aldo Nova; 13 ноября 1956, Монреаль) — канадский рок-музыкант, композитор и продюсер. Наибольшую известность получил в 1982 году благодаря первому сольному альбому Aldo Nova (8-е место «Billboard 200») и сопровождавшему альбом синглу «Fantasy» (23-е место в «Billboard Hot 100»).

## Биография и карьера
Родился в Монреале, в семье иммигрантов из Италии. 
Начал играть на гитаре в 15 лет под влиянием творчества Джими Хендрикса. 
Работал звукоинженером на студии ATV в Монреале, где с ним познакомился продюсер Сэнди Перлман. Перлман помог Нове заключить контракт с «Portrait Records». Записанный в 1981 году практически в одиночку и выпущенный в начале следующего года дебютный диск Aldo Nova достиг к лету 8-го места в чарте журнала «Billboard», и в итоге получил дважды платиновую сертификацию RIAA, став самым успешным альбомом для фирмы «Portrait». При записи следующего альбома Subject руководство «Portrait» предлагало звучание в схожем с первым диском ключе, с чем Нова был не согласен. В итоге Subject стал концептуальным альбомом с упором на синтезаторы и продавался значительно хуже предшественника, заняв 56-е место в чарте и достигнув золотого статуса в США лишь к концу 1994 года.
После провального альбома Twitch, на котором руководство лейбла всё же заставило Нову работать с сессионными музыкантами и исполнять чужие песни, Нова хотел прекратить сотрудничество с «Portrait», но после отказа фирмы в расторжении контракта решил дождаться его окончания в 1991 году и весь этот период не записывал новой музыки. Во время вынужденного перерыва играл в сопровождающем ансамбле Синди Лопер в туре в поддержку диска True Colors. С 1987 года начал работать с канадской певицей Селин Дион, первым совместным альбомом стал Incognito, сотрудничество продолжилось совместной работой над песнями альбомов The Colour of My Love, Falling into You, A New Day Has Come и Taking Chances, на каждом из которых Нова выступил как автор песен и продюсер.
Нова также известен благодаря сотрудничеству с Джоном Бон Джови: он играл на альбомах Bon Jovi и Blaze of Glory, а Бон Джови в свою очередь стал соавтором и сопродюсером альбома Новы Blood on the Bricks.

## Дискография
- 1982: Aldo Nova
- 1983: Subject
- 1985: Twitch
- 1991: Blood on the Bricks
- 1997: Nova's Dream